# Sainte-Anne-sur-Vilaine
Sainte-Anne-sur-Vilaine település Franciaországban, Ille-et-Vilaine megyében. Lakosainak száma 1032 fő (2022. január 1.). Sainte-Anne-sur-Vilaine Grand-Fougeray, Langon, Mernel, La Noë-Blanche, Pierric és Guipry-Messac községekkel határos.

## Népesség
A település népessége az elmúlt években az alábbi módon változott:
| Lakosok száma | 880  | 797  | 737  | 936  | 992  | 991  | 1018 | 1029 | 1034 | 1032 |
|               | 1968 | 1982 | 1990 | 2006 | 2013 | 2015 | 2017 | 2019 | 2020 | 2022 |